# Le Chevain
Le Chevain är en kommun i departementet Sarthe i regionen Pays de la Loire i nordvästra Frankrike. Kommunen ligger i kantonen Saint-Paterne som tillhör arrondissementet Mamers. År 2018 hade Le Chevain 572 invånare.

## Befolkningsutveckling
Antalet invånare i kommunen Le Chevain
| Referens: INSEE |